# VGE Verlag
Der VGE Verlag, früher Verlag Glückauf, war ein Fachverlag für Literatur im Bereich des Bergbaus, Tunnelbaus, der Rohstoffe und Energie mit Sitz in Essen. Er wurde 1918 gegründet. Gesellschafter war der Verein für die bergbaulichen Interessen im Oberbergamtsbezirk Dortmund. Zum Programm zählten das Jahrbuch der europäischen Energie- und Rohstoffwirtschaft, gegründet 1883, und die Zeitschrift Glückauf – Berg- und Hüttenmännische Zeitschrift, gegründet 1865. Der Verlag setzte jährlich 3 Millionen Euro um, er beschäftigte 14 Mitarbeiter.
Der Betrieb des Verlages wurde 2017 eingestellt und einige der Bücher durch EW Medien im VDE-Verlag übernommen.